# Saikou Suso
Saikou Suso (* 10. November 1959) ist ein gambischer Politiker.

## Leben
| Parlamentswahl | Stimmen | Stimmanteil     |
| -------------- | ------- | --------------- |
| 2007           | n/a     | ohne Konkurrenz |
| 2012           | n/a     | ohne Konkurrenz |

Saikou Suso trat bei der Wahl zum Parlament 2007 als Kandidat der Alliance for Patriotic Reorientation and Construction (APRC) im Wahlkreis Kantora in der Basse Administrative Area an. Da es von der Opposition keinen Gegenkandidaten gab, konnte er den Wahlkreis für sich gewinnen. Zu den Wahlen zum Parlament 2012 trat er erneut im selben Wahlkreis an. Wieder gab es von der Opposition keinen Gegenkandidaten, so gewann er abermals den Wahlkreis für sich. Bei den Wahlen zum Parlament 2017 trat Suso nicht erneut an.